# Tipula (Sinotipula) powelli
Tipula (Sinotipula) powelli is een tweevleugelige uit de familie langpootmuggen (Tipulidae). De soort komt voor in het Nearctisch gebied.